# Tituly a vyznamenání Javiera Péreze de Cuéllara

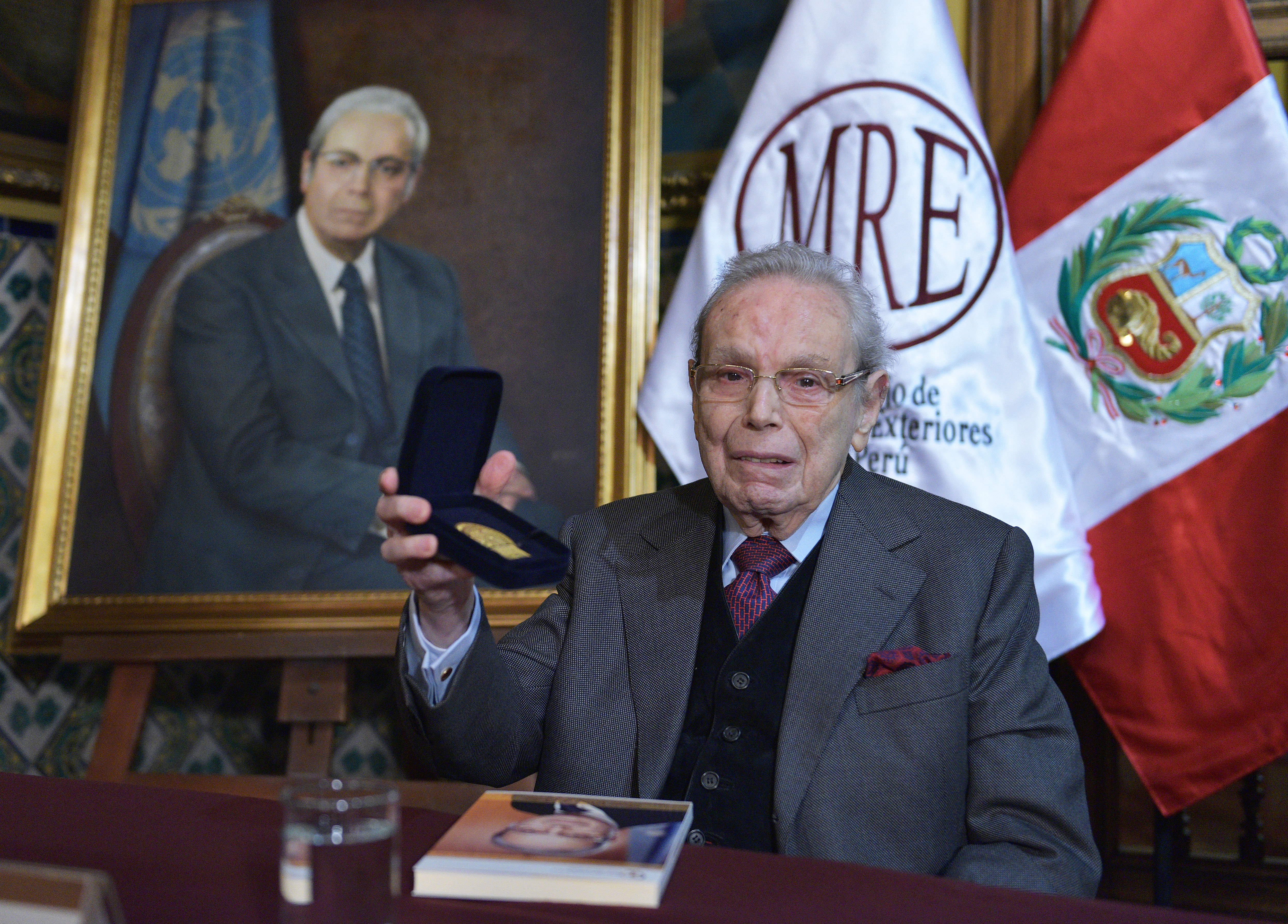
Javier Pérez de Cuéllar

Javier Pérez de Cuéllar, peruánský diplomat, politik, spisovatel a bývalý generální tajemník OSN, obdržel během svého života řadu národních i zahraničích vyznamenání a ocenění. Byl jmenován také doctor honoris causa na několika peruánských i zahraničních univerzitách.

## Vyznamenání

### Peruánská vyznamenání
- vekokříž Řádu peruánského slunce
- velkokříž Řádu za zásluhy

### Zahraniční vyznamenání
- Argentina
  -  velkokříž s řetězem Řádu osvoboditele generála San Martína
  -  velkokříž Květnového řádu
- Bolívie
  -  velkokříž Řádu andského kondora
- Brazílie
  -  velkokříž Řádu Jižního kříže
  -  velkokříž Řádu Rio Branco
- Dominikánská republika
  -  velkokříž Řádu za zásluhy Duarta, Sáncheze a Melly
- Ekvádor
  -  velkokříž Národního řádu za zásluhy
  -  Řád Abdóna Calderóna I. třídy
- Francie
  -  velkokříž Řádu čestné legie – 1991 – udělil prezident François Mitterrand[1]
  -  velkokříž Národního řádu za zásluhy
- Itálie
  -  velkodůstojník Řádu zásluh o Italskou republiku – 6. dubna 1961[2]
- Japonsko
  -  Řád posvátného pokladu I. třídy
- Jižní Korea
  -  Řád za zásluhy v diplomatických službách vyšší I. třídy
- Jordánsko
  -  velkostuha Nejvyššího řádu renesance
- Kolumbie
  -  velkokříž Řádu Boyacá
- Libanon
  -  velkostuha Národního řádu cedru
- Lichtenštejnsko
  -  velkokříž s diamantem Knížecího záslužného řádu
- Lucembursko
  -  velkokříž Řádu dubové koruny
- Mexiko
  -  řádový řetěz Řádu aztéckého orla
- Německo
  -  velkokříž Záslužného řádu Spolkové republiky Německo
- Panama
  -  velkokříž Řádu Vasco Núñeze de Balboa
- Paraguay
  -  velkokříž Národního řádu za zásluhy
- Polsko
  -  velkokříž Řádu za zásluhy Polské republiky
- Portugalsko
  -  velkokříž Řádu svobody – 1. března 1996[3]
- Rusko
  -  Puškinova medaile – 13. října 2009 – udělil prezident Dmitrij Medveděv[4]
- Salvador
  -  velkokříž s hvězdou ve zlatě Národního řádu José Matíase Delgada
- Spojené království
  -  čestný rytíř velkokříže Řádu svatého Michala a svatého Jiří – 1991 – udělila královna Alžběta II.[1]
- Spojené státy americké
  -  Prezidentská medaile svobody – 12. prosince 1991 – udělil prezident George W. Bush[5]
- Španělsko
  -  velkokříž Řádu Isabely Katolické – 25. dubna 1984 – udělil král Juan Carlos I.[6]
  -  velkokříž s řetězem Řádu Isabely Katolické – 22. listopadu 1991 – udělil král Juan Carlos I.[7]
- Togo
  -  velkokříž Řádu Mono
- Venezuela
  -  velkokříž s řetězem Řádu osvoboditele
  -  velkokříž Řádu Francisca de Mirandy

### Nestátní ocenění
- Cena knížete asturského – 1987 – za obranu míru, mezinárodní bezpečnosti, lidských práv a za spolupráci mezi národy, zejména těmi, které tvoří Iberoamerické společenství[8]
- Cena Olofa Palma – 1989[8]
- Jawaharlal Nehru Award – 1987[9]
- novinářská cena Golden Doves for Peace udělená Archivu odzbrojení Italského výzkumného institutu[10]

### Čestná občanství
- čestný občan Záhřebu – 1987

## Akademické tituly

### Doctor honoris causa

#### Národní univerzity
- Peru
  - Pontificia Universidad Católica del Perú
  - Universidad Nacional Mayor de San Marcos[8]
  - Universidad Tecnológica del Perú
  - Univerzita v Limě – 17. července 2004

#### Zahraniční univerzity
- Belgie
  - Vrije Universiteit Brussel – 1984[11]
- Československo
  - Univerzita Karlova – 1984[12][13]
- Francie
  - Univerzita v Nice
  - Univerzita Panthéon-Assas – 1985[14]
- Mongolsko
  - Národní mongolská univerzita[8]
- Německo
  - Humboldtova univerzita[8]
- Polsko
  - Jagellonská univerzita – 1984[15]
- Spojené království
  - Univerzita v Cambridgi